# Lepthyphantes bacelarae
Lepthyphantes bacelarae este o specie de păianjeni din genul Lepthyphantes, familia Linyphiidae, descrisă de Schenkel, 1938.
Este endemică în Portugal. Conform Catalogue of Life specia Lepthyphantes bacelarae nu are subspecii cunoscute.